# Día de Acción de Gracias
El Día de Acción de Gracias (en inglés: Thanksgiving Day) es una fiesta nacional celebrada oficialmente en Estados Unidos y Canadá, así como en Granada, Santa Lucía, Brasil y Liberia, y de forma no oficial por comunidades de inmigrantes estadounidenses y canadienses en México, Australia, Centroamérica e Israel. 
Originalmente, fue un día de agradecimiento por la cosecha y por el año anterior. En Alemania, Suiza y Japón se conmemoran festividades similares de fin de año. El Día de Acción de Gracias se celebra el cuarto jueves de noviembre en los Estados Unidos, y el segundo lunes de octubre en Canadá. Aunque el Día de Acción de Gracias tiene raíces históricas en las tradiciones religiosas y culturales.

## Historia

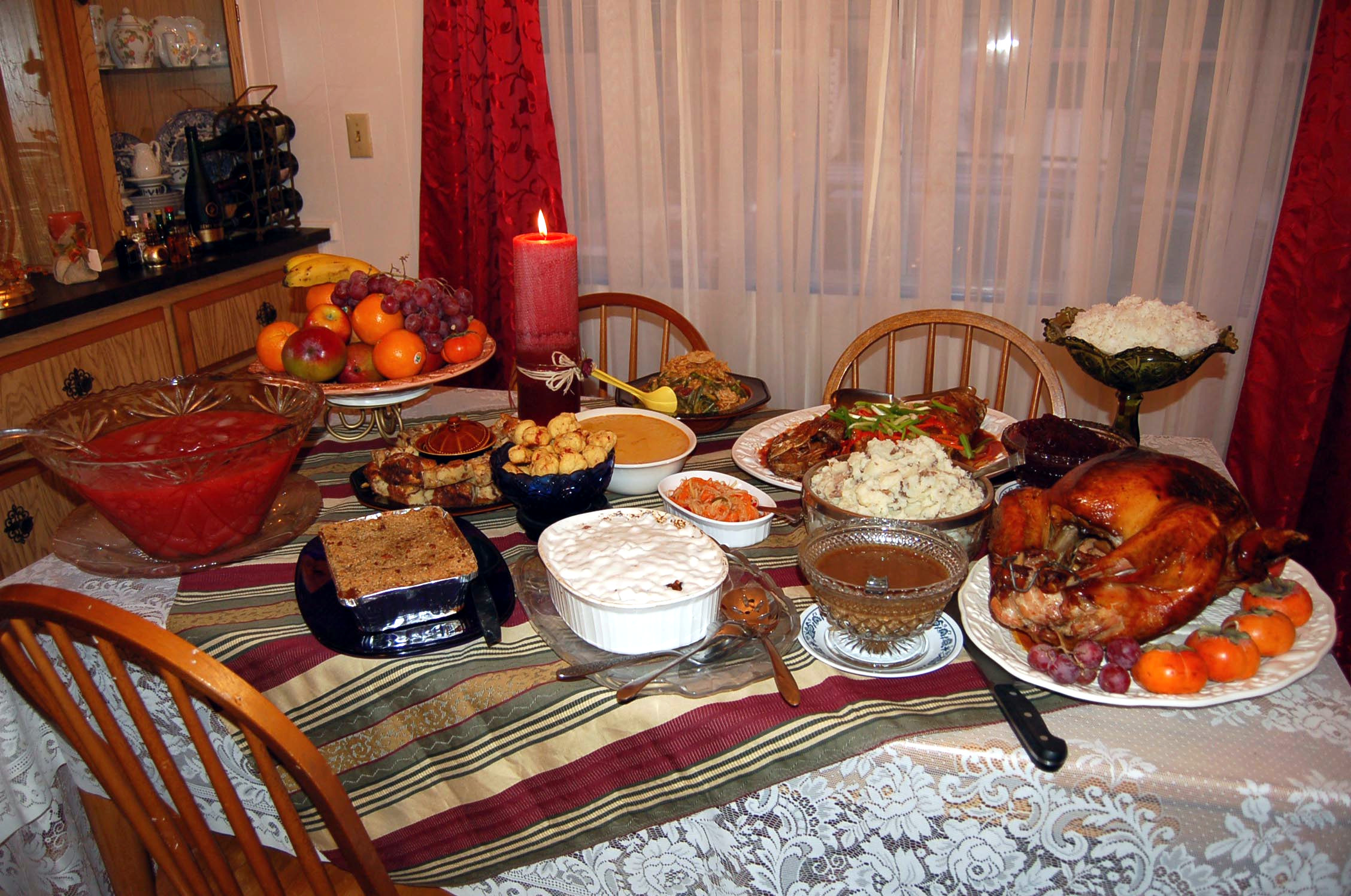
Una cena típica norteamericana de Acción de Gracias

Las oraciones de agradecimiento y las ceremonias especiales de Acción de Gracias son comunes entre casi todas las culturas después de las cosechas y en otras ocasiones. Su historia en  América del Norte tienen como origen, las tradiciones norteamericanas que datan de la reforma protestante. También tiene aspectos de un festival de la cosecha, a pesar de que la cosecha en Nueva Inglaterra ocurre mucho antes del final de noviembre, fecha en la que se celebra el Día de Acción de Gracias.
En la tradición inglesa, los días de Acción de Gracias y los servicios especiales de agradecimiento religiosos a Dios, se hicieron importantes durante la reforma anglicana, en el reinado de Enrique VIII y en reacción al gran número de festividades religiosas del calendario católico. Antes de 1536, había 95 días festivos de la iglesia, más 52 domingos, en los cuales las personas debían asistir a la iglesia y renunciar al trabajo, y a veces pagar costosas celebraciones. Las reformas de 1536 redujeron el número de festividades de la Iglesia a 27, pero algunos puritanos deseaban eliminar por completo todas las festividades de la iglesia, incluyendo la Navidad y la Pascua. 
Los días festivos serían reemplazados por días especialmente llamados de ayuno o días de acción de gracias, en respuesta a eventos que los puritanos consideraban como actos de divina providencia. Los desastres inesperados o las amenazas de un juicio divino exigían días de ayuno. Las bendiciones especiales, vistas como provenientes de Dios, requerían de días de dar gracias. Por ejemplo, los días de ayuno fueron llamados así por la sequía en 1611, las inundaciones en 1613 y las plagas de 1604 y 1622. Los días de dar gracias fueron llamados así después de la victoria sobre la armada española en 1588 y después de la liberación de la reina Ana en 1705. Un inusual día de acción de gracias anual comenzó en 1606, después del fracaso de la conspiración de la pólvora en 1605, y que se convirtió en la noche de Guy Fawkes (5 de noviembre).

### En Canadá
Durante su último viaje a estas regiones en 1609, Frobisher llevó a cabo una ceremonia formal en la actual bahía de Frobisher, isla de Baffin (actualmente Nunavut) para dar las gracias a Dios; más tarde, celebraron la comunión en un servicio llevado a cabo por el ministro Robert Wolfall, el primer servicio religioso de ese tipo en la región. Años después, la tradición de la fiesta continuó a medida que fueron llegando más habitantes a las colonias en Canadá.

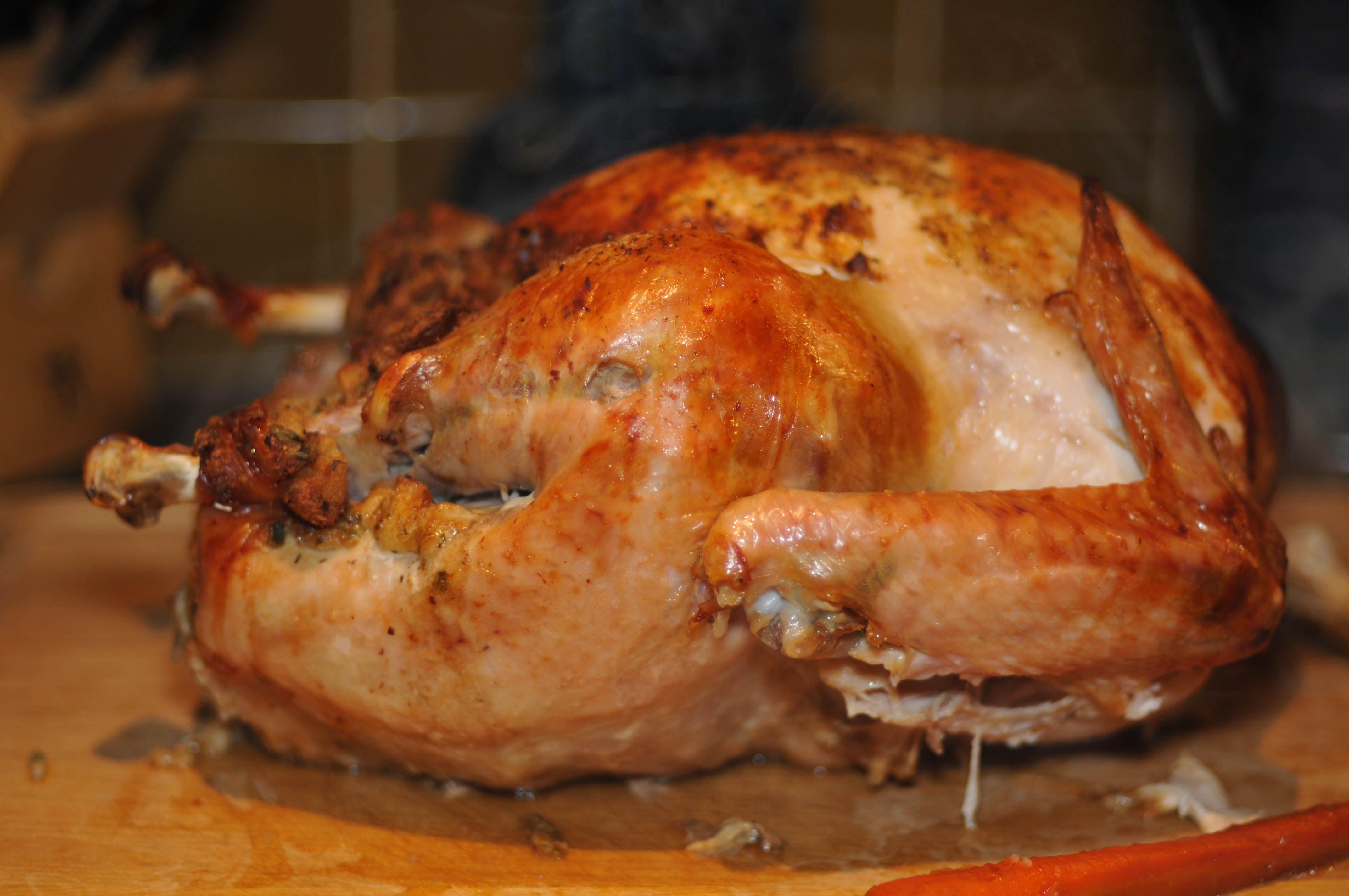
Pavo asado típico de ese día.

Los orígenes del día de Acción de Gracias en Canadá también pueden remontarse a principios del siglo XVII, cuando los franceses llegaron a Nueva Francia con el explorador Samuel de Champlain y celebraron sus cosechas exitosas. Los franceses de la zona solían tener fiestas al final de la temporada de cosechas y continuaban celebrando durante el invierno, e incluso compartían sus alimentos con los nativos de la región.
A medida que fueron llegando más inmigrantes europeos a Canadá, las celebraciones después de una buena cosecha se fueron volviendo tradición. Los irlandeses, escoceses y alemanes también añadirían sus costumbres a las fiestas. La mayoría de las costumbres estadounidenses relacionadas con el día de Acción de Gracias (como el pavo o las gallinas de Guinea, provenientes de Madagascar), se incorporaron cuando los lealistas comenzaron a escapar de los Estados Unidos durante la Revolución de las Trece Colonias y se establecieron en Canadá.

### En Estados Unidos

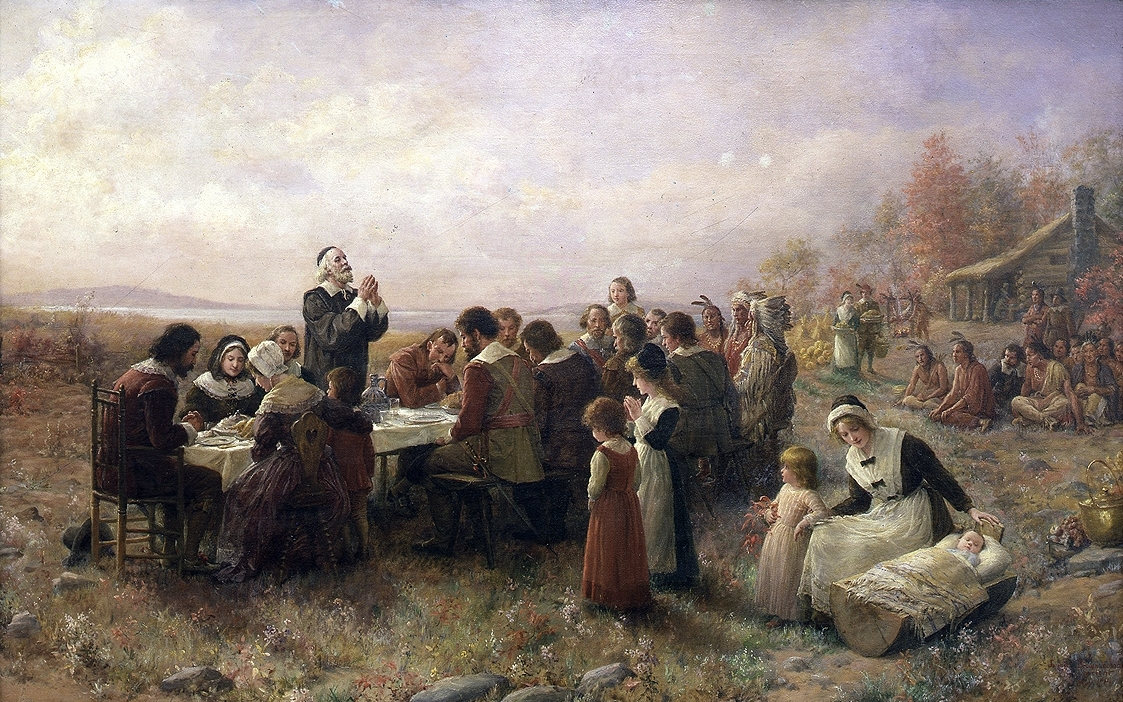
The First Thanksgiving at Plymouth por Jennie A. Brownscombe (1914). Museo Pilgrim Hall.

En los Estados Unidos, la tradición moderna del día de Acción de Gracias tiene sus orígenes en el año 1621 en una celebración en Plymouth, en el actual estado de Massachusetts. También existen evidencias de que los colonos ingleses en Texas realizaron celebraciones en el continente con anterioridad en 1598, y fiestas de agradecimiento en la colonia de Virginia. La fiesta en 1621 se celebró en agradecimiento por una buena cosecha. En los años posteriores, la tradición continuó con los líderes civiles tales como el gobernador William Bradford, quien planeó celebrar el día y ayudar en 1623.
Dado que al principio la colonia de Plymouth no tenía suficiente comida para alimentar a la mitad de los 102 colonos, los nativos de la tribu Wampanoag ayudaron a los peregrinos dándoles semillas y enseñándoles a pescar. La práctica de llevar a cabo un festival de la cosecha como este no se volvió una tradición habitual en Nueva Inglaterra hasta finales de la década de 1660.
Según el historiador Jeremy Bangs, director del Leiden American Pilgrim Museum, los peregrinos pudieron haberse inspirado en los servicios anuales de Acción de Gracias por el alivio del asedio de Leiden en 1574, cuando vivían en Leiden.

#### Controversia sobre el origen
El sitio donde se llevó a cabo el primer día de Acción de Gracias en los Estados Unidos, e incluso en el continente, es un objeto de debate constante. Los escritores y profesores Robyn Gioia y Michael Gannon de la Universidad de la Florida han señalado que la primera celebración de este día en lo que actualmente son los Estados Unidos fue llevada a cabo por los colonos españoles el 8 de septiembre de 1565, en lo que hoy es San Agustín, Florida.

### En Liberia
En Liberia, país de África occidental, el Día de Acción de Gracias se celebra el primer jueves de noviembre. En 1883, la Legislatura de Liberia promulgó un estatuto declarando este día como feriado nacional. El Día de Acción de Gracias se celebra en el país en gran parte debido a la fundación de la nación como colonia de la estadounidense en 1821. Sin embargo, la celebración liberiana de la festividad es notablemente diferente de la celebración estadounidense. Si bien algunas familias liberianas optaron por celebrar con un banquete o cocinar al aire libre, no se considera un elemento básico de la festividad y no existe ningún alimento específico fuertemente asociado con el Día de Acción de Gracias. En los años posteriores a la segunda guerra civil, algunos liberianos han tomado la celebración como un momento para agradecer este nuevo período de paz y relativa estabilidad, dando un nuevo significado a la celebración.

### En Brasil
En Brasil, el entonces presidente Gaspar Dutra instituyó el Día Nacional de Acción de Gracias, a través de la ley 781, del 17 de agosto de 1949, por sugerencia del embajador Joaquim Nabuco. En 1966, la ley 5110 estableció que la celebración de Acción de Gracias se daría el cuarto jueves de noviembre. Pero esta celebración no es muy popular.

## Tradiciones en los Estados Unidos

### Cenas familiares

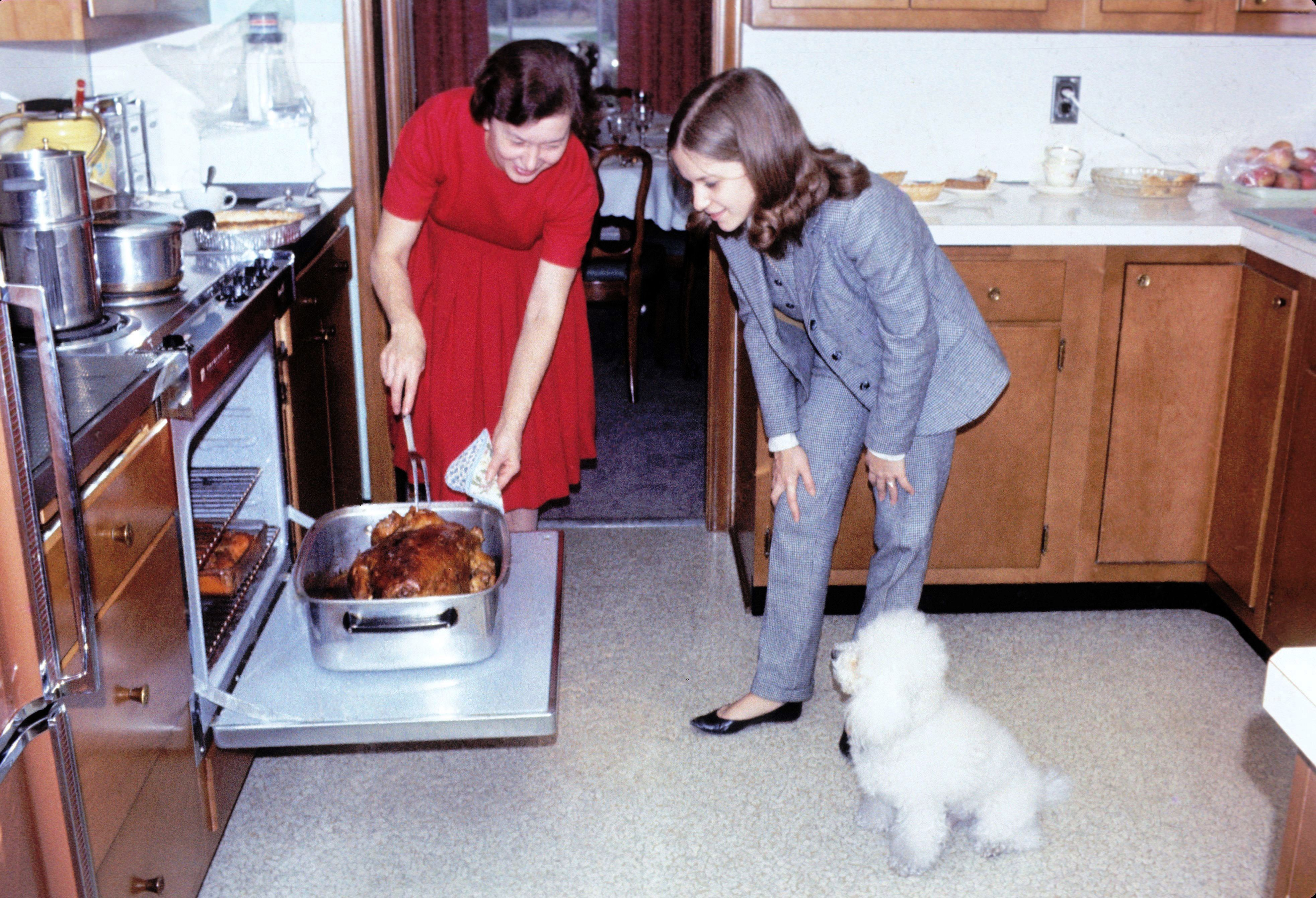
Preparación del pavo para la cena familiar del Día de Acción de Gracias

La mayoría de las personas en los Estados Unidos celebran esta fiesta con reuniones familiares en sus hogares donde preparan un banquete, en muchas casas es común ofrecer una oración de gracias a Dios por las bendiciones recibidas durante el año. El plato principal tradicional para la cena es un gran pavo asado u horneado, este pavo tradicionalmente va acompañado con un relleno hecho de pan de maíz y salvia. Se sirve tradicionalmente con una jalea o salsa de arándanos rojos, además suelen servirse platos de verduras como las judías verdes, la papa dulce (boniato, camote) y el puré de patata con gravy, que es una salsa hecha del jugo del pavo; también suele servirse una gran variedad de postres, siendo el pastel de calabaza el más popular. Las comidas se sirven con sidra de manzana caliente con especias (spiced hot apple cider) o espumoso de sidra de manzana, tradicionalmente fermentado (sparkling apple cider o hard cider). También es común preparar el pastel de nuez pacana y el de manzana.

### Desfile en Manhattan

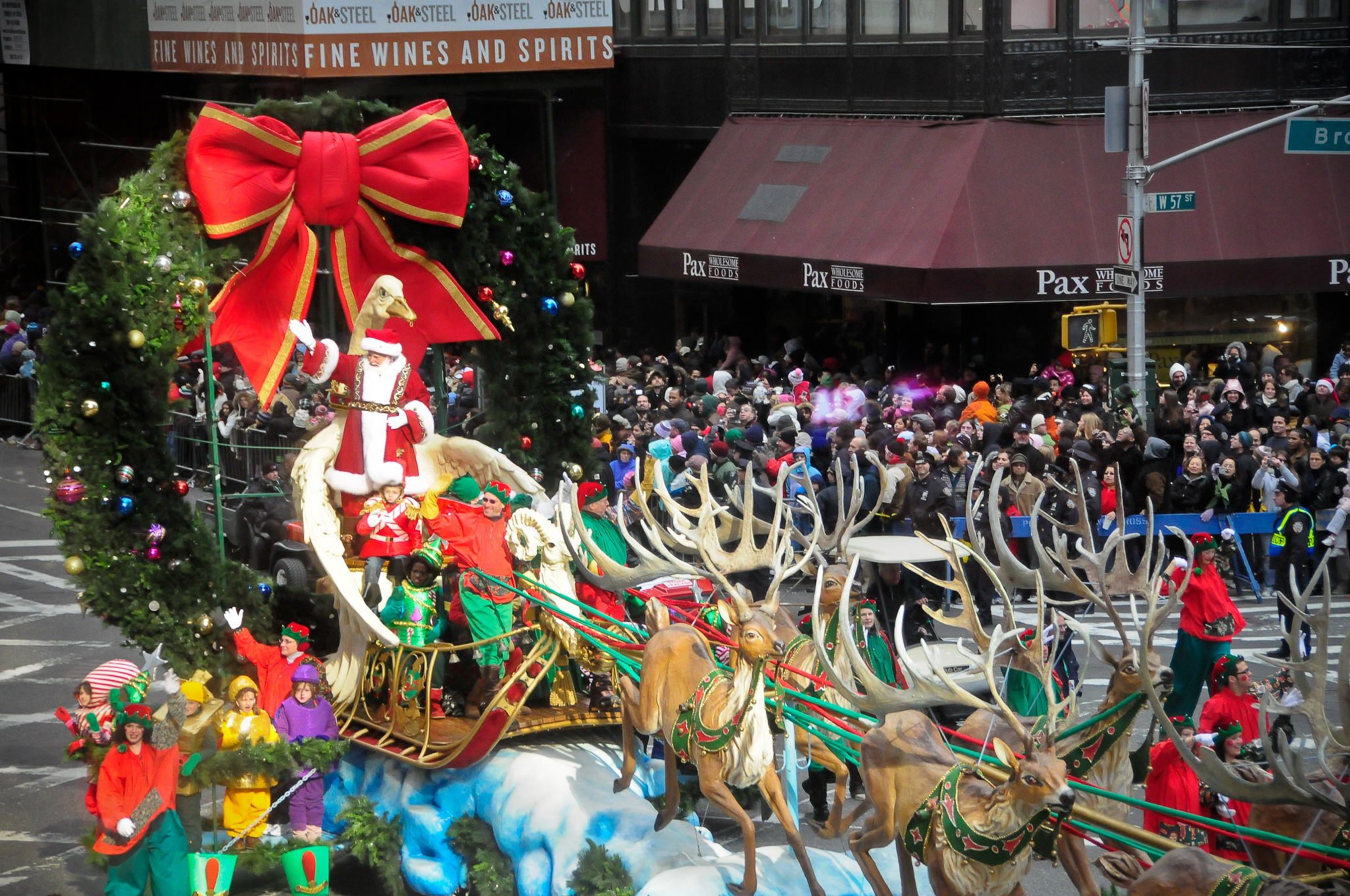
La llegada al final del desfile de Santa Claus marca el inicio de la temporada navideña en los Estados Unidos.

Anualmente la cadena de tiendas departamentales Macy's realiza un gran desfile por las calles de Manhattan, Nueva York, que atrae a millones de personas a la avenida Broadway para ver los enormes globos gigantes y presenciar las actuaciones de artistas musicales invitados, turistas y habitantes locales de la ciudad, disfrutan del desfile financiado por el Municipio y empresas privadas.

### Inicio de la temporada de compras
La mayoría de negocios y oficinas están cerrados en este día. Algunos almacenes, centros comerciales, restaurantes y bares permanecen abiertos. El viernes siguiente a la fiesta es tradicional la apertura de la temporada de compras navideñas. Este día se conoce como «viernes negro». Almacenes y tiendas todos ofrecen precios de rebaja y mucha gente acude desde las primeras horas del día a los centros comerciales.